# GALE

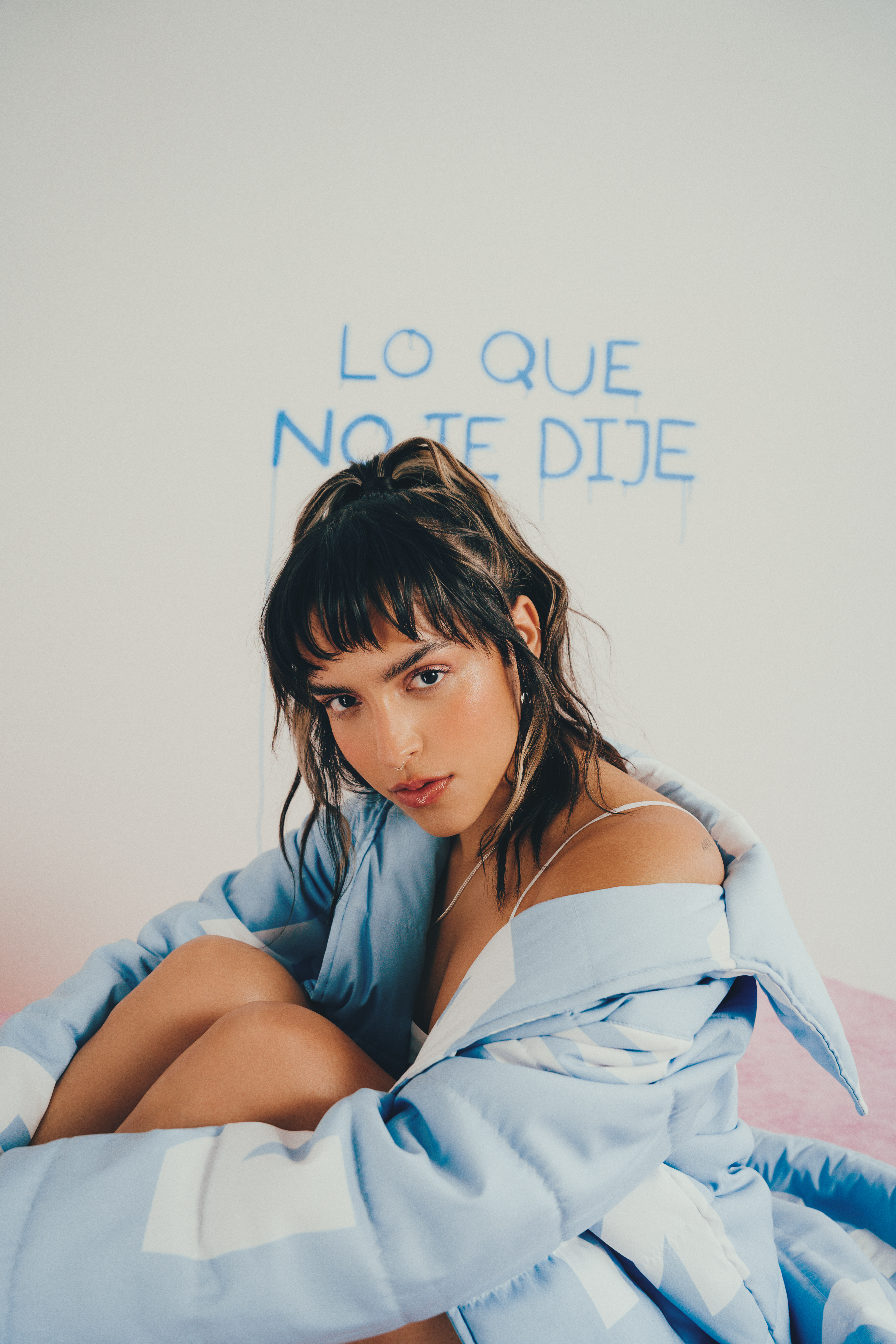

Carolina Isabel Colón Juarbe (Arecibo, 16 de mayo de 1993), conocida por su nombre artístico GALE, es una cantante y compositora puertorriqueña. Su debut como solista se produce tras su carrera musical como compositora, trabajando con talentos de renombre como Shakira, Christina Aguilera, Juanes, Anitta, Manuel Turizo, Myke Towers y Cardi B.
Nominada como Mejor Nuevo Artista en la vigésimo cuarta edición de GRAMMY Latino (2023), Rolling Stone ha catalogado a GALE como "la nueva it girl del pop latino" y calificó su álbum debut Lo Que No Te Dije como una brillante colección de canciones que pone de manifiesto su habilidad para las melodías pop y el lirismo confesional.
Como señaló Alternative, “desde el principio, GALE se ha propuesto crear su propio carril con un toque alternativo”. Su segundo sencillo “Problemas” la llevó a un nuevo hito al alcanzar su primer Top 15 en la lista Latin Airplay de Billboard, una celebración de sus letras contundentes y audaces que presentan la relación tóxica demasiado familiar que cicla los mejores altibajos y los peores altibajos.
Lo Que No Te Dije, presentado en mayo de 2023, nació de una “decisión loca y valiente” que tomó al “elegirse a sí misma” luego de terminar una relación. Sus 12 canciones documentan los tonos multicolores de su aventura; desde himnos feministas punk con el dedo medio en alto, baladas vulnerables de desamor e incluso odas de dream-pop al placer propio. Este disco fue nombrado Rolling Stone como uno de los “mejores álbumes de 2023” y por Billboard como uno de los “mejores álbumes latinos del año.” 
GALE ha actuado en diversos escenarios como en La Solar Festival en Medellín, Amor En Vivo de 93.1 Amor en The Prudential Center en Nueva Jersey, y Live In the Vineyard en Napa Valley, CA. También apareció en el mismo escenario que Camilo durante la Semana Latina de Billboard (2022) y sorprendió al público con Juanes en sus shows en el estadio de Medellín con entradas agotadas para cerrar el año pasado.

Actualmente GALE continua viviendo en Puerto Rico.

## Inicios y Carrera
GALE nació en Arecibo, Puerto Rico en una familia de músicos. Su abuelo tocaba el cuatro y su padre es músico y guitarrista. Desde su niñez, GALE supo que cantar y escribir canciones iba a ser su profesión de vida. Solía imitar a Christina Aguilera, Selena y Shakira quienes son algunas de sus influencias musicales. Su primera canción titulada “Amor sincero” la escribió a la edad de 8 años.
A la edad de 12 años, GALE y su madre se mudan a San Juan donde comienza a recibir educación musical formal en la Escuela Libre de Música, una escuela musical y académica de Puerto Rico, donde se especializó en guitarra y canto clásico y formó parte del coro escolar. GALE también tomó clases de canto popular privadas con la reconocida vocalista puertorriqueña Hilda Ramos.
Durante sus años de escuela superior, tomó talleres de teatro musical y se hizo miembro del Black Box Theatre Workshop en Puerto Rico, participando en obras teatrales musicales “Rent”, “Spring Awakening”, “Contratiempo” y “Viva Julia de Burgos” entre otras. Su experiencia en el teatro musical contribuyó al desarrollo de su presencia escénica y artística.

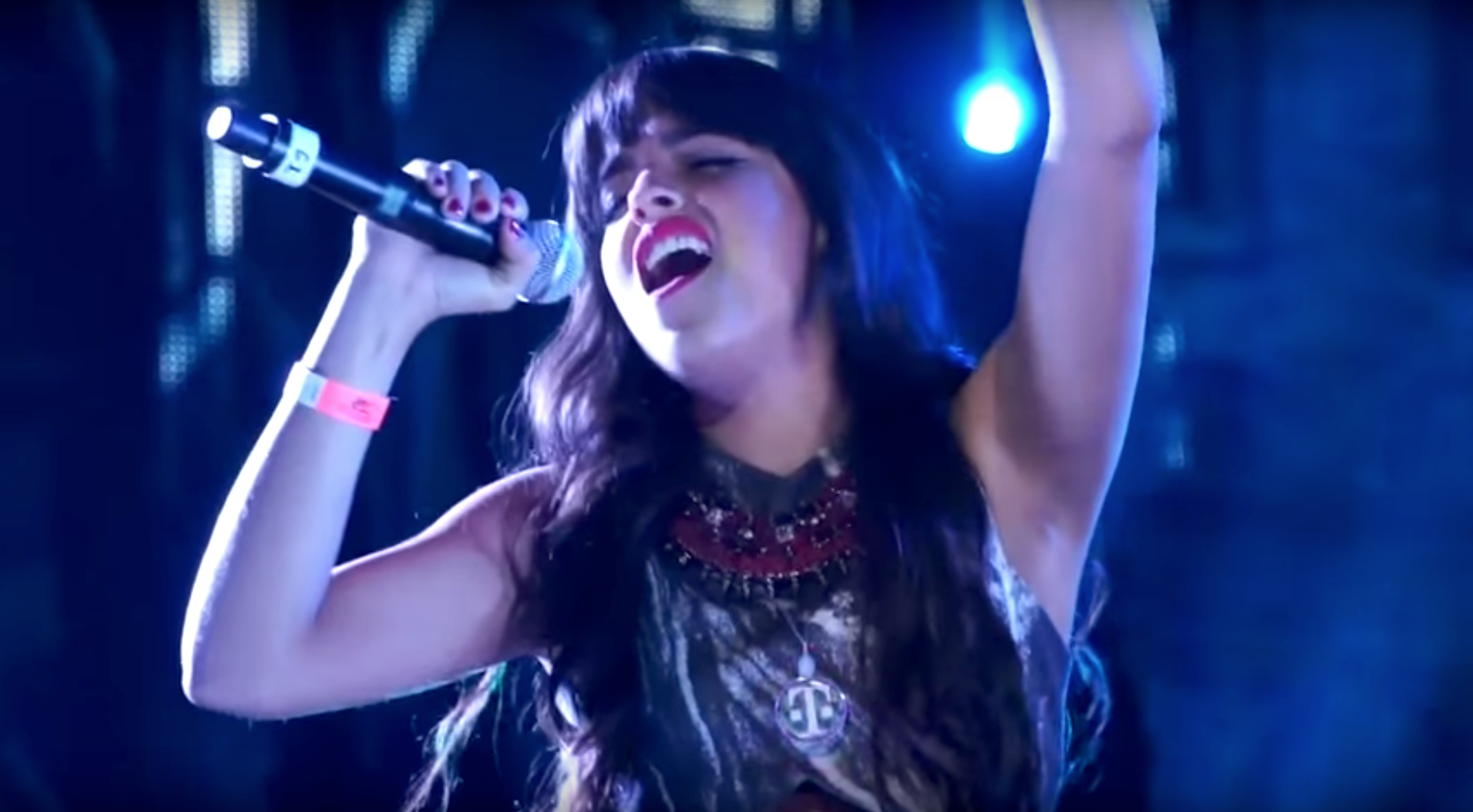
GALE canta en el Coliseo de Puerto Rico con Draco Rosa

Mientras cursaba en la universidad, GALE comenzó a publicar canciones “cover” en su canal de YouTube y a cantar en eventos locales. Su interpretación para “Que no”, del cantante puertorriqueño Pedro Capó, atrajo su atención y la invitó a cantar con él en uno de sus conciertos en Puerto Rico. GALE, participa y luego gana un concurso para cantar en uno de los conciertos de Draco Rosa frente a un lleno total en el Coliseo de Puerto Rico.
Luego de recibir su título universitario en Publicidad de la Universidad de Puerto Rico y una certificación en composición de la universidad Berklee College of Music, GALE se mudó a Miami, FL para trabajar a tiempo completo en su carrera musical. Inmediatamente comenzó la producción de su primer sencillo como artista independiente titulado “Fantasma”, una canción electropop de su autoría y la producción del productor colombiano Juan Andrés Ceballos. La canción fue distribuida digitalmente el 25 de octubre de 2016. Justo después, comenzó a trabajar en la producción de su primer álbum titulado Espirales sin sentido, financiado con la venta de su auto y una campaña de micromecenazgo en la plataforma Indiegogo.
Mientras trabajaba en la producción de su álbum debut, GALE lanzó dos sencillos adicionales: Caramelo, una canción pop latino escrita y producida por ella y la balada Respirar a principios del 2017. El 23 de junio de ese mismo año, GALE lanzó de forma independiente su álbum debut titulado Espirales sin sentido, un álbum de 10 canciones de su composición, bajo su propio sello disquero Blue Madness Records.  El trabajo discográfico incluye la participación de Juan Andrés Ceballos en la producción y múltiples ganadores de premios Grammy Dan Warner y Felipe Tichauer.

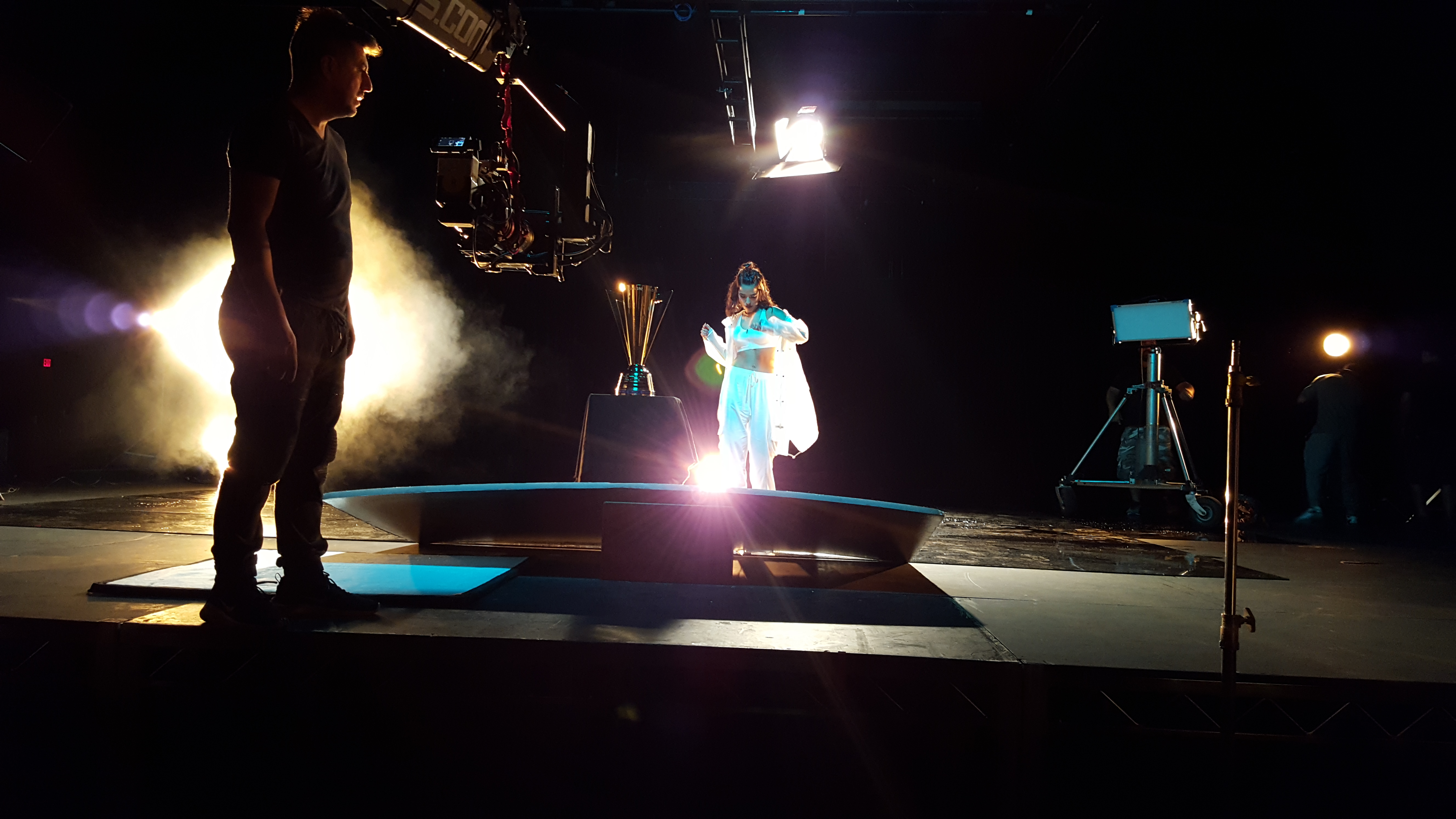
GALE grabando el video musical para "Levántate"

El 25 de junio de 2017 Univision anunció nacionalmente en su programa dominical República Deportiva, que seleccionó el tema Levántate, una canción rítmica e inspiradora del álbum, como la canción oficial de la Copa de Oro de la Concacaf 2017 para su promoción y cobertura del evento de fútbol. La canción fue escrita por GALE y Juan Andrés Ceballos y se convirtió en el sencillo promocional del álbum para ese tiempo. GALE continuó la promoción del álbum con Incontrolable, un tema influenciado por el dancehall.
El esfuerzo promocional del álbum se detuvo por unos meses debido a la devastación que causó el Huracán María en Puerto Rico. Esa experiencia la llevó a escribir una canción para Puerto Rico titulada Aquí estamos la cual lanzó el 19 de enero de 2018.
Como Cuando es el sencillo más reciente de Espirales Sin Sentido lanzado 20 de febrero de 2018.

## Discografía
| Año  | Título            |
| ---- | ----------------- |
| 2023 | Lo Que No Te Dije |

| Año  | Título          |
| ---- | --------------- |
| 2018 | Aquí Estamos    |
| 2022 | Inmadura        |
| 2022 | Problemas       |
| 2022 | D Pic           |
| 2023 | Nuestra Canción |
| 2023 | La Mitad        |

## Teatro musical y televisión
| Año  | Obra                 | Papel | Director     | Compañía          |
| ---- | -------------------- | --- | ------------ | ----------------- |
| 2011 | Spring Awakening     | Wendla Bergman                                                                                            | Miguel Rosa  | Black Box Theatre |
| 2012 | Broadway Bound       | - Anita (West Side Story) - Milly (Throughly Modern Milly) - Dancer (Chicago) - Singer (Everyday Rapture) | Miguel Rosa  | Black Box Theatre |
| 2012 | Rent                 | Mimi | Miguel Rosa  | Black Box Theatre |
| 2013 | Dominique            | Young Nun                                                                                                 | Gil René     | Acrópolis         |
| 2013 | Viva Julia de Burgos | Young Julia                                                                                               | Gil René     | Acrópolis         |
| 2014 | Código Late          | Melodía                                                                                                   | Alex Cintrón | -                 |
| 2014 | Contratiempo         | Laura | Miguel Rosa  | Black Box Theatre |

| Año  | Programa                | Papel                             |
| ---- | ----------------------- | --------------------------------- |
| 2017 | Copa Oro 2017 Univision | - Compositora - Artista principal |